# Vihtanen (ö i Mellersta Finland, Joutsa)
Vihtanen är en ö i Finland. Den ligger i sjön Päijänne och i kommunen Luhango i den ekonomiska regionen  Joutsa ekonomiska region  och landskapet Mellersta Finland, i den södra delen av landet, 180 km norr om huvudstaden Helsingfors. Öns area är 11,7 hektar och dess största längd är 0,6 kilometer i sydväst-nordöstlig riktning.